# Списак епизода серије Јужни ветар
Телевизијска серија Јужни ветар емитовала се од 19. јануара до 19. априла 2020. на мрежи РТС 1, и има укупно 14 епизода.

## Радња
Јужни ветар приказује савремени Београд кроз визуру једног одређеног дела његовог становништва. Реч је о полусвету, члановима тзв. „подземља” који причају једну, пре свега, реалну причу о серији неуспеха „малог” човека у суровом окружењу. То је, кажу, поучна прича упућена младима у Србији, испричана кроз испреплетане судбине њихових вршњака и свих оних који су у жељи за бољим животом направили погрешан избор.
Ствари почињу да имају смисла у животу Петра Мараша, крадљивца аутомобила из Београда. Купио је стазу за картинг, напустио дом својих родитеља и уселио се у нови стан са својом дугогодишњом девојком Софијом. Банда чији је члан, коју предводи искусни Цар, успешно послује.

## Улоге
- Милош Биковић као Петар Мараш
- Миодраг Радоњић као Марко „Баћа”
- Предраг Мики Манојловић као Драгослав „Цар” (епизоде 5-14)
- Јована Стојиљковић као Софија
- Милош Тимотијевић као Ступар (епизоде 1-13)
- Александар Берчек  као Црвени
- Александар Гавранић као Вушо (епизоде 5-14)
- Александар Сано као Бојко
- Александар Срећковић као Кинез (5-12)
- Александар Глигорић као Капућино
- Алексеј Бјелогрлић као Лепи
- Андреј Шепетковски као Срба (епизоде 5-12)
- Анита Манчић као Љубица (епизоде 5-12)
- Астрит Кабаши као Либеро
- Богдан Диклић као Лазар
- Бојан Димитријевић као Слабиша
- Карлос Антонио Санчез као Бос
- Дејан Аћимовић као Солунац
- Ђорђе Ђоковић као Паки (епизоде 5-6)
- Драган Божа Марјановић као Јоца
- Душан Кобавевић као Инцпектор Ратко
- Христо Шопов као Дмитар Митевски (епизоде 1-14)
- Иван Михаиловић као Сине (епизоде 5-14)
- Иван Костадинов као Бугарин
- Љубомир Николић као телохранитељ Црвеног
- Љубомир Бандовић као Василије Ђурашиновић (епизоде 5-14)
- Лука Грбић као Ненад Мараш
- Милена Јакшић kao Maja
- Милутин Јанић као Лука Мараш
- Мирко Влаховић као Мирко Радоњић
- Младен Совиљ као Дрка
- Ненад Ћирић као управник затвора
- Никола Пејаковић као Дебели (епизоде 5-9)
- Предраг Павловић као Црни
- Вахидин Прелић као Папа (епизоде 5-13)
- Вук Костић као Спарта (епизоде 5-14)

## Епизоде
| Бр. еп. (укупно) | Бр. еп. (у сезони) | Наслов         | Редитељ         | Сценариста                         | Премијера         |
| ---------------- | ------------------ | -------------- | --------------- | ---------------------------------- | ----------------- |
| 1                | 1                  | „Епизода 1.1”  | Милош Аврамовић | Петар Михајловић и Милош Аврамовић | 19. јануар 2020.  |
| 2                | 2                  | „Епизода 1.2”  | Милош Аврамовић | Петар Михајловић и Милош Аврамовић | 26. јануар 2020.  |
| 3                | 3                  | „Епизода 1.3”  | Милош Аврамовић | Петар Михајловић и Милош Аврамовић | 2. фебруар 2020.  |
| 4                | 4                  | „Епизода 1.4”  | Милош Аврамовић | Петар Михајловић и Милош Аврамовић | 9. фебруар 2020.  |
| 5                | 5                  | „Епизода 1.5”  | Милош Аврамовић | Петар Михајловић и Милош Аврамовић | 16. фебруар 2020. |
| 6                | 6                  | „Епизода 1.6”  | Милош Аврамовић | Петар Михајловић и Милош Аврамовић | 23. фебруар 2020. |
| 7                | 7                  | „Епизода 1.7”  | Милош Аврамовић | Петар Михајловић и Милош Аврамовић | 1. март 2020.     |
| 8                | 8                  | „Епизода 1.8”  | Милош Аврамовић | Петар Михајловић и Милош Аврамовић | 8. март 2020.     |
| 9                | 9                  | „Епизода 1.9”  | Милош Аврамовић | Петар Михајловић и Милош Аврамовић | 15. март 2020.    |
| 10               | 10                 | „Епизода 1.10” | Милош Аврамовић | Петар Михајловић и Милош Аврамовић | 22. март 2020.    |
| 11               | 11                 | „Епизода 1.11” | Милош Аврамовић | Петар Михајловић и Милош Аврамовић | 29. март 2020.    |
| 12               | 12                 | „Епизода 1.12” | Милош Аврамовић | Петар Михајловић и Милош Аврамовић | 5. април 2020.    |
| 13               | 13                 | „Епизода 1.13” | Милош Аврамовић | Петар Михајловић и Милош Аврамовић | 12. април 2020.   |
| 14               | 14                 | „Епизода 1.14” | Милош Аврамовић | Петар Михајловић и Милош Аврамовић | 19. април 2020.   |